# Contrôle technique des véhicules automobiles
Le contrôle technique des véhicules automobiles est une procédure requise et encadrée par les gouvernements nationaux ou régionaux dans de nombreux pays, au cours de laquelle un véhicule est inspecté afin de s'assurer qu'il est conforme aux réglementations régissant la sécurité, les émissions gazeuses, ou les deux. Ce contrôle peut être exigé à différents moments, par exemple lors du transfert du titre de propriété d'un véhicule ou périodiquement ; dans ce cas, l’intervalle type est souvent annuel ou bisannuel.
Dans certaines juridictions, une preuve du contrôle technique est requise avant qu'un permis de conduire ou une plaque d'immatriculation puisse être délivré ou renouvelé. Dans d'autres, une fois qu'un véhicule a passé l'inspection, une vignette est apposée sur le pare-brise, et la police peut appliquer la loi en matière de contrôle technique en vérifiant si le véhicule affiche une vignette à jour. Dans le cas d'un véhicule dépourvu de pare-brise (par exemple une remorque ou une motocyclette), la vignette est généralement fixée à la carrosserie du véhicule.

## Dans l'Union européenne

### Histoire
La notion de contrôle technique est introduite dans la réglementation européenne en 1976, par la directive 77/143/CEE du Conseil, concernant le rapprochement des législations des États membres relatives au contrôle technique des véhicules à moteur et de leurs remorques.
Les directives européennes 96/96/CE, 2009/40/CE et 2010/48/CE précisent les conditions d'organisation de ces contrôles[réf. nécessaire].
La directive 2014/45/UE abroge la directive 2009/40/CE applicable au plus tard en mai 2018, prévoit l'harmonisation des contrôles au niveau de tous les pays de l'union européenne s’appelle : contrôle technique périodique des véhicules à moteur et de leurs remorques.
Dans le même temps, la CEE-ONU a développé un concept international en Europe de contrôle technique périodique.
En 2025, pour réduire la mortalité routière une proposition vise à faciliter le contrôle technique annuel des véhicules de plus de dix ans. 

### Véhicules concernés
Au niveau européen différents véhicules sont concernés : 	
- véhicules à moteur conçus pour le transport de personnes et de leurs bagages — catégorie M1, M2 et M3,
- véhicules à moteur conçus et construits essentiellement pour le transport de marchandises — catégorie N1, N2 et N3,
- remorques conçues et construites pour le transport de marchandises ou de personnes, ainsi que pour l’hébergement de personnes, ayant une masse maximale supérieure à 3,5 tonnes — catégories O3 et O4,
- à compter du 1er janvier 2022, véhicules à deux ou trois roues — véhicules des catégories et sous-catégories L3e, L4e, L5e et L7e, de cylindrée supérieure à 125 cm3,
- tracteurs à roues appartenant à la catégorie T5, dont l’utilisation a lieu essentiellement sur la voie publique et dont la vitesse maximale par construction dépasse 40 km/h[3].

### Étendue
En Europe, 
Le contrôle couvre au moins les domaines suivants:

« 0. identification du véhicule :
1. équipements de freinage ;
2. direction ;
3. visibilité ;
4. éclairage et éléments du circuit électrique ;
5. essieux, roues, pneumatiques, suspension ;
6. châssis et accessoires du châssis ;
7. équipements divers ;
8. nuisances ;
9. contrôles supplémentaires pour les véhicules de transport de passagers des catégories M2 et M3. »

— DIRECTIVE 2014/45/UE DU PARLEMENT EUROPÉEN ET DU CONSEIL, du 3 avril 2014, annexe 1

### Certificat du contrôle technique
Le certificat de contrôle technique est un rapport du contrôle technique délivré par l’autorité compétente ou par un centre de contrôle contenant les résultats du contrôle technique.
Un certificat de contrôle technique imprimé doit être délivré après chaque contrôle. Le certificat de contrôle technique contient les informations suivantes :

« 1) numéro d’identification du véhicule (numéro NIV ou numéro du châssis) ;

2) numéro de la plaque d’immatriculation du véhicule et symbole du pays d’immatriculation ;

3) lieu et date du contrôle ;

4) kilométrage au moment du contrôle, si disponible ;

5) catégorie du véhicule, si disponible ;

6) défaillances constatées, assorties de leur niveau de gravité ;

7) résultat du contrôle technique ;

8) date du prochain contrôle technique ou d’expiration du certificat en cours, si cette information n’est pas communiquée par d’autres moyens ;

9) nom de l’organisme ou du centre de contrôle et signature, ou identification, de l’inspecteur responsable ;

10) autres informations. »

— Directive 2014/45//UE

## En France
Le contrôle technique périodique des véhicules légers en France est obligatoire depuis le 1er janvier 1992.
Il est rendu obligatoire par la Loi codifiée à l'article L.323-1 du Code de la route.
Plusieurs textes réglementaires viennent compléter la loi, les articles R.323-1 à R.323-26, et un arrêté du 18 juin 1991, modifié par plusieurs arrêtés successifs, eux-mêmes encadré par la directive européenne 2014/45/UE sur le contrôle technique.
Au 31 décembre 2023, on comptait 6 710 centres de contrôle technique en France.
Les contrôles doivent être réalisés dans des centres et par des contrôleurs titulaires d'un agrément préfectoral. Ces agréments sont obtenus après avoir prouvé que les matériels, l'organisation, la qualification obéissent à un cahier des charges précis. Les centres et les contrôleurs agréés font l'objet d'une surveillance serrée avec la réalisation d’audits qualité et technique annuels obligatoires réalisés par des organismes habilités et par des visites de surveillance régulière de l'administration (DREAL).

## En Belgique
En Belgique, tous les véhicules immatriculés depuis au moins 4 ans doivent obligatoirement être soumis au contrôle technique périodique.
Le contrôle technique des véhicules en Belgique est établi selon l'Arrêté Royal 15.03.1968 du code de la route.

### Périodicité du contrôle technique en Belgique
La périodicité du contrôle technique périodique varie selon le type du véhicule concerné. 
Le contrôle technique est obligatoire pour tous les véhicules immatriculés depuis au moins 4 ans. Il doit ensuite être effectué tous les ans. Cette périodicité peut toutefois être étendue à deux ans par le système de bonus[pas clair]. 
Depuis le 1er janvier 2023, le contrôle technique est obligatoire pour les motos à vendre ou pour les motos accidentées de catégorie L et de cylindrée supérieure à 125 cm3.

### Dans quels cas un contrôle technique doit-il être effectué?
Outre le contrôle technique périodique, un contrôle technique est également obligatoire dans les situations suivantes :
- Revente d’un véhicule d’occasion ;
- Vérification de conformité lors de l’importation d’un véhicule ;
- À la suite d'un accident nécessitant réparation ;
- À la suite de l'installation d’un attache-remorque ;
- Véhicules ancêtres ;
- Immatriculation de camping-cars ou de remorques ;
- À la suite d'une transformation technique / tuning.

### Où passer le contrôle technique en Belgique?
Le choix de la station de contrôle est libre. Cependant, si le véhicule doit être présenté à un recontrôle, celui-ci devra être effectué dans la même station que celle du contrôle initial.

### Prix du contrôle technique en Belgique
Les prix du contrôle technique sont fixés par arrêté ministériel. Le contrôle technique étant une compétence régionale, les tarifs varient cependant selon les régions.
Ils varient également selon le type de véhicule et le type de contrôle technique (périodique, revente…) 

### Amende en cas de retard
Un supplément est réclamé en cas de retard au contrôle technique.

### Issue du contrôle technique
Si le véhicule est conforme à toutes les obligations en vigueur en Belgique, un certificat de contrôle technique est octroyé. Lorsque des défaillances majeures ou critiques sont constatées, un délai de deux mois vous est accordé pour une nouvelle visite de contrôle. En cas de défaillances critiques, le véhicule n'est autorisé qu'à circuler que jusqu'à minuit, le jour du contrôle technique.

## Au Royaume-Uni
Le test MOT est un contrôle annuel pour les véhicules de plus de trois ans.

## En Suisse
Le contrôle est effectué par un service des automobiles cantonal.

## En Allemagne

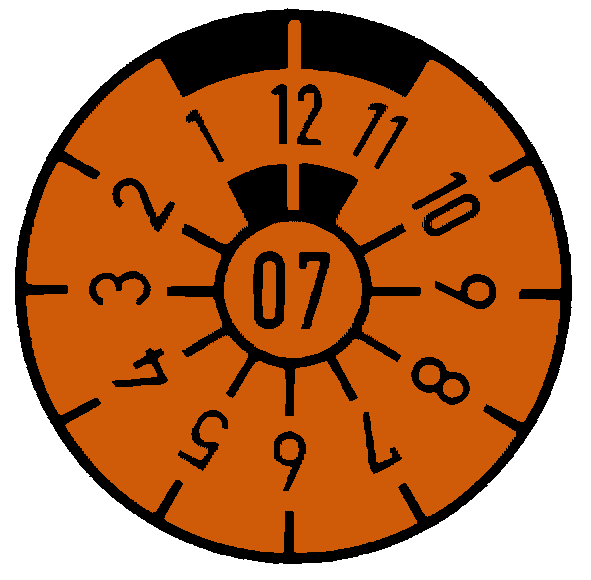
Plaquette indiquant la date de validité du contrôle technique en Allemagne, ici décembre 2007